# Mimosa tweedieana
Mimosa tweedieana là một loài thực vật có hoa trong họ Đậu. Loài này được Barneby ex Glazier & Mackinder miêu tả khoa học đầu tiên năm 1997.